# True Reformer Building
El True Reformer Building es un edificio histórico situado en Washington D. C., la capital de Estados Unidos. Fue construido para los True Reformers, una organización afroamericana fundada por William Washington Browne. Se encuentra en 1200 U Street, en la zona Noroeste. Fue diseñado por John Anderson Lankford y fue encargado por la Gran Orden Unida de Verdaderos Reformadores en 1902. Fue inaugurado el 15 de julio de 1903.

## Historia
La Gran Orden Unida de Verdaderos Reformadores comenzó como una organización de templanza y en 1876 se invitó a Browne a encabezar una nueva rama del movimiento en Richmond, en el estado de Virginia. Cuando el interés en la organización comenzó a disminuir, Browne comenzó a cambiar la organización de una sociedad de templanza a una organización de seguros, un movimiento que requirió que Browne se mudara a Richmond en 1880. Con el tiempo, la organización creció en tamaño hasta donde administraba un banco, dirigía un periódico titulado The Reformer, poseía varias propiedades y, en un momento dado, fue la sociedad fraternal negra más grande y el negocio de propiedad de negros en Estados Unidos.
Durante la dedicación del True Reformer Building en 1903, el reverendo William Lee Taylor declaró que el objetivo era "levantar un edificio en Washington que reflejase el crédito de la raza negra". Es significativo que el edificio tomó forma como resultado de un arquitecto afroamericano, con financiamiento afroamericano, y construido con manos afroamericanas. El Reformer Building fue el primer edificio en Estados Unidos diseñado, financiado, construido y propiedad de la comunidad afroamericana después de la Reconstrucción. Fue diseñado por John Anderson Lankford, el primer arquitecto afroamericano registrado de la ciudad. El edificio fue encargado por la Gran Orden Unida de Verdaderos Reformadores en 1902 y se inauguró el 15 de julio de 1903.
En 1909 se publicó un libro sobre los primeros 25 años de la organización.
Durante la vida de Browne, la organización disfrutó del éxito, sin embargo, sufrió reveses devastadores en 1910 debido a la malversación de fondos por parte de los empleados y las empresas que incumplieron con grandes préstamos no garantizados, lo que provocó su colapso.
A. W. Holmes fue presidente del grupo en 1911 cuando se buscó la reducción de personal y los miembros de la junta incluyeron a Adolphus Humbles de la ciudad de Lynchburg, en Virginia.

## Cambios de propiedad

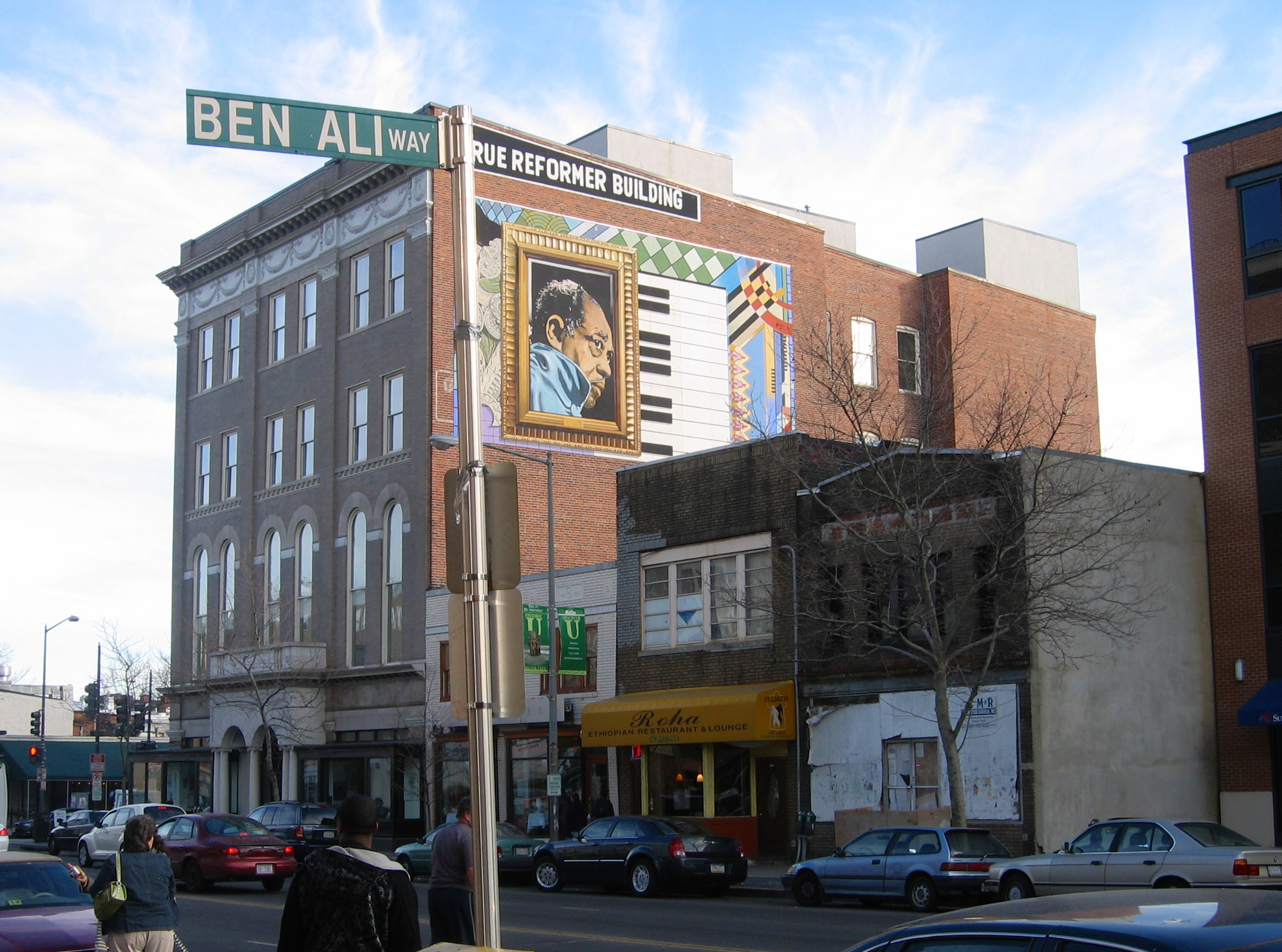
Visto desde Ben's Chili Bowl en 2007 con el mural de Duke Ellington (ahora desaparecido)

De 1937 a 1959, el Boys Club de la Policía Metropolitana del Distrito de Columbia, arrendó el edificio; Eleanor Roosevelt volvió a dedicar el edificio.
Otros inquilinos han incluido: Washington Conservancy, el Capítulo de DC de la Liga Nacional de Negocios Negros, el Primer Batallón Separado. Duke Ellington dio su primera actuación aquí.
El edificio fue incluido en el Registro Nacional de Lugares Históricos en 1989. La Fundación de Bienestar Público lo compró en 1999. Fue renovado desde el invierno de 2000 hasta febrero de 2001 según diseños de Sorg & Associates.

## Arte público
El mural de G. Byron Peck a Duke Ellington en el costado del edificio solía pasar por alto la estación de metro U Street. Se completó en 1997 y se encuentra en la pared lateral de Mood Indigo. Fue trasladado al True Reformer Building. El mural fue retirado en 2012 para su restauración. Su remoción se hizo permanente en 2013 debido a daños. El 3 de mayo de 2019 se realizó una réplica del mural.